# 長谷川萌美
長谷川 萌美（はせがわ もえみ、1994年4月2日 - ）は、日本の歌手で、2人組音楽ユニット・Bitter & Sweet（ビタースウィート）の元メンバー（ボーカル・ギター・タンバリンも担当）。
新潟県長岡市出身。本名は同じ。血液型はA型。アップフロントクリエイト所属。

## 経歴
2011年
- 5月8日、高校2年生のときに出場した『NHKのど自慢』（NHK総合・ラジオ第1、新潟県魚沼市[3][4]）で木村弓の「いつも何度でも」を歌い、チャンピオンを獲得[5][注 1]。

2013年
- 7月21日、『第3回FOREST AWARD NEW FACE オーディション』でグランプリを受賞[6]。
- 12月13日、ソロ歌手として活動していた田﨑あさひがユニットを結成することを発表[7]。
- 12月20日、田﨑あさひのパートナーが長谷川萌美であることを発表[8]。
- 12月27日、ユニット名「Bitter & Sweet」（ビタースウィート）を発表[9]。
- 12月31日、『Hello! Project COUNTDOWN PARTY 2013 〜GOOD BYE & HELLO!〜』（中野サンプラザ）にBitter & Sweetとして出演（お披露目）。

2014年
- 3月19日、Bitter & Sweetとしてシングル『Bitter & Sweet/インストール』でインディーズデビュー。

2015年
- 12月23日、Bitter & SweetとしてCDミニアルバム『＃ビタスイ』をリリース。

2016年
- 3月5日 - 4月9日、ラベビタEXとして『ラベビタEX ライブツアー 2016春』（4会場6公演）に出演[10][11]。

2017年
- 1月30日、Instagram (@moemi_hasegawa) を開始[12]。
- 5月17日、Bitter & Sweetとしてシングル『幸せになりたい。/写真には残らないシュート』でメジャーデビュー[13]。

2018年
- 2月14日、Twitterを開始[14]。
- 2月15日、音楽コミュニティアプリ「nana」を開始。

2022年
- 10月7日、『長岡 米百俵フェス 〜花火と食と音楽と〜 2022』に初参加。同公演にて自身の出身地である長岡をテーマにした長谷川作詞「雪と花火」を初披露。

2025年
- 4月7日、同年5月31日をもってBitter & Sweetの活動を終了し、自身は所属事務所に残留し、ソロで活動を継続していくことを発表[15]。
- 5月31日、LIVE STAGE GUILTYで開催された単独ライブ「Bitter & Sweet LIVE QUEST 2025 〜ぼうけんのしょ〜」をもってBitter & Sweetとしての活動を終了[16]。

## 人物
- 特技は書道7段（中学生のとき）[1][17]、フレディ・マーキュリーのなりきりカラオケ[1]。
- クイーンが大好きで、自ら「モエミー・マーキュリー」と名乗ってクイーンの歌を披露している。
- 座右の銘は「越えられないハードルは無い、、かも」[1]。
- チャームポイントは離れた目、アーチ型の鼻[1]。
- 長所は立ち直るのが早いこと[1]。
- 短所は少し抜けているところ[1]。
- 好きな色は赤[18]。（MSMW公式ペンライトは赤[19]）
- 好きな食べ物は酢の物[1]。
- 生まれが新潟県のため、日本酒が大好きである。
- 元Juice=Juiceの宮崎由加は、田﨑あさひと同じオーディションを受けた同期であり、長谷川はそのオーディションの1年後輩であるとともに生年月日が同じ（1994年4月2日生まれ）である[20]。

## 作品

### 自作曲
- 祈ってるから[21]（作詞作曲）
- HANABI（作詞）
- 季節はずれの、ふたり（作詞）
- 私に触れてゆくもの（作詞作曲）
- ふたり[22]（作詞作曲）
- 解き放て（作詞作曲）
- スーパーガール（作詞作曲）
- 花風（作詞作曲）
- kiki.rara
- Mine
- 遊園地に棲むピエロ
- 天気雨
- 不死鳥
- 星
- Go To You
- 虹を探しに
- 星
- はじまりの風[23]
- 雪と花火[24]（作詞）
- 花便り

## ライブ・イベント

### バースデーライブ
| 日程           | 公演名                                                                       | 会場                                |
| -------------- | ---------------------------------------------------------------------------- | ----------------------------------- |
| 2017年4月1日   | Bitter & Sweet MOEMI HASEGAWA Birthday Live 2017 〜萌ゆる花束をあなたに〜    | aube shibuya（東京・昼夜2公演)      |
| 2018年4月2日   | Bitter & Sweet MOEMI HASEGAWA Birthday Live 2018 〜萌ゆる花火をあなたに〜    | 恵比寿天窓.switch（東京）           |
| 2019年4月2日   | Bitter & Sweet MOEMI HASEGAWA Birthday Live 2019 〜萌ゆる花風をあなたに〜    | KIWA TENNOZ（東京）                 |
| 2020年4月2日   | Bitter & Sweet MOEMI HASEGAWA Birthday Live 2020 ～萌ゆる花明りをあなたに ※1 | 築地・汐留BLUE MOOD                 |
| 2020年11月20日 | Bitter & Sweet MOEMI HASEGAWA Birthday Live 2020 ※2                          | 築地・汐留BLUE MOOD                 |
| 2021年4月3日   | Bitter & Sweet MOEMI HASEGAWA Birthday Live 2021 ～萌ゆる花籠をあなたに～    | LIVE CAFE & BAR strage Shinyokohama |
| 2022年4月2日   | Bitter & Sweet MOEMI HASEGAWA Birthday Live 2022 ～萌ゆる花詞をあなたに～    | 代々木 LIVE STUDIO LODGE            |
| 2023年4月2日   | Bitter & Sweet MOEMI HASEGAWA Birthday Live 2023 ～萌ゆる雪花をあなたに～    | 代々木 LIVE STUDIO LODGE            |
| 2024年4月6日   | Bitter & Sweet MOEMI HASEGAWA Birthday Live 2024 ～萌ゆる花便りをあなたに～  | 原宿RUIDO                           |

※1 新型コロナの影響により、2020/04/02開催延期→2020/07/02中止（同日インスタ生配信）
※2 「Bitter & Sweet ASAHI TASAKI Birthday Live 2020 〜me to me〜」と同日に開催。

### その他ライブ・コンサート
- M-line Special 2023 ～Magical Wish～（2023年6月17日 - 8月6日、6都市10公演）

## 出演

### ラジオ
- 松原健之・長谷川萌美のお茶メロらじお（2025年6月 - 、南海放送・SBSラジオ・IBCラジオ・NBCラジオ・NBCラジオ佐賀・BSNラジオ）
  - 2025年5月までは、松原健之・Bitte & Sweetのお茶メロらじおとして放送していた。 番組名が変更後もBitter & Sweetの楽曲が流れることがある。

### ウェブ
- MUSIC+（#48 - #88、2015年4月10日 - 2016年1月22日、YouTube）[注 2] - レギュラーMC（松原健之・岡田万里奈と担当）
- アプカミ（#1 - #61、2016年1月29日 - 2017年3月31日、YouTube）[注 3] - レギュラーMC（松原健之・岡田万里奈と担当）
- アプカミ #68（2017年5月26日、YouTube） - 広瀬彩海（こぶしファクトリー）とともに週替わりMCを担当
- アプカミ #83（2017年9月8日、YouTube） - 浜浦彩乃（こぶしファクトリー）とともに週替わりMCを担当
- アプカミ #98（2017年12月22日、YouTube） - 井上玲音（こぶしファクトリー）とともに週替わりMCを担当
- アプカミ #105（2018年2月16日、YouTube） - 羽賀朱音（モーニング娘。'18）とともに週替わりMCを担当
- アプカミ #113（2018年4月13日、YouTube） - 広瀬彩海（こぶしファクトリー）とともに週替わりMCを担当
- Bitter & Sweet 長谷川萌美〜おちょっこトーク〜（2018年9月26日 - 、YouTube） - ゲスト×トーク&日本酒番組

## 所属ユニット
- Bitter & Sweet（2013年 - 2025年）
- ラベビタEX（2016年）